# Лазиська (Келецький повіт)
Лазиська (пол. Łaziska) — село в Польщі, у гміні Пекошув Келецького повіту Свентокшиського воєводства.
Населення — 508 осіб (2011).
У 1975—1998 роках село належало до Келецького воєводства.

## Демографія
Демографічна структура на день 31 березня 2011 року:
|          | Загалом | Допрацездатний вік | Працездатний вік | Постпрацездатний вік |
| -------- | ------- | ------------------ | ---------------- | -------------------- |
| Чоловіки | 245     | 60                 | 166              | 19                   |
| Жінки    | 263     | 72                 | 146              | 45                   |
| Разом    | 508     | 132                | 312              | 64                   |